# Ла-Пас (департамент Болівії)
Департамент Ла-Пас, Чукіяпу (ісп. Departamento de La Paz; аймар. Chuqiyapu jach'a suyu) — департамент Болівії площею 133 985 км² та населенням 2 812 000 (27,8 % населення країни, перепис 2001 року), розташований на заході країни. Столиця департаменту — місто Ла-Пас. Департамент поділяється на 20 провінцій. Більшу частину департаменту вкриває величний гірський хребет Кордильєра-Реаль з висотами до 6,5 км (гора Іїмані), на північному сході якого розташовані гірські ліси Юнги. В південно-західному напрямку від столиці знаходяться руїни стародавнього городища Тіуанако